# 35239 Ottoseydl
35239 Ottoseydl è un asteroide della fascia principale. Scoperto nel 1995, presenta un'orbita caratterizzata da un semiasse maggiore pari a 2,8895387 UA e da un'eccentricità di 0,0802475, inclinata di 1,40879° rispetto all'eclittica.